# Chiesa di San Germano (San Germano Vercellese)
La chiesa di San Germano è la parrocchiale di San Germano Vercellese, in provincia ed arcidiocesi di Vercelli; fa parte del vicariato di Santhià.

## Storia
Si dice che la primitiva chiesa di San Germano Vercellese sia sorta al posto di un tempio pagano intitolato a Diana o a Venere; tuttavia, la prima citazione che ne attesta la presenza è da ricercaesi in un documento datato 18 giugno 1071 oggi conservato presso l'Archivio Eusebiano.
In un atto del 23 ottobre 1224 si legge che gli abitanti del paese si sottomisero all'abbazia di Sant'Andrea Apostolo in Vercelli, mentre nel 1304 papa Benedetto XI ai monaci di detta abbazia la cura d'anime di San Germano.
Nel 1372 i monaci di Sant'Andrea cedettero all'arcivescovo di Vercelli Giovanni Fieschi i diritti temporali su San Germano.
In quel periodo la cura d'anime era retta da un solo sacerdote e i fedeli richiesero al principe Amedeo VII di Savoia di avere anche un secondo curato; la richiesta fu accolta e Amedeo VII stabilì che il secondo sacerdote fosse da lui nominato e che fosse eretta una cappellania presso l'altare della Concezione della Beata Vergine Maria.
Nel 1440 i monaci di Sant'Andrea dovettero cedere all'arcivescovo di Vercelli la cura d'anime di San Germano, pur continuando ad eleggerne il parroco sino al 16 febbraio 1450, giorno in cui la parrocchia divenne di libera collazione.
Dalla relazione della visita pastorale dell'arcivescovo Giovanni Stefano Ferrero effettuata il 17 settembre 1601 s'apprende che la chiesa portava il titolo di prepositurale.
Nel XVIII secolo si decise di riedificare la chiesa e, così, fu indetto un concorso per scegliere il progetto, vinto dal torinese Giovanni Battista Feroggio.
La prima pietra dell'attuale parrocchiale venne posta nel 1754; l'edificio fu ultimato nel 1760 e consacrato il 20 maggio 1764 dall'arcivescovo di Vercelli Gian Pietro Solaro.
Il 24 luglio 1813 fu traslato all'interno della chiesa il corpo del beato Antonio della Chiesa, nativo proprio di San Germano Vercellese.
La chiesa venne ristrutturata tra il 2014 e il 2017.

## Descrizione

### Esterno
La facciata a salienti della chiesa è divisa in due ordini; quello inferiore è caratterizzato da colonne e lesene doriche, mentre quello superiore la lesene ioniche. Sono presenti tre dipinti: quello centrale, in un ovale incorniciato da modanatura, raffigura San Germano d'Auxerre, mentre i due laterali, a stemma circolare, sono dedicati ai beati Antonio della Chiesa e Guido Spatis . La facciata principale, caratterizzata da due ordini sovrapposti, è realizzata in muratura portante intonacata e tinteggiata. Sopra la trabeazione dell'ordine inferiore spicca una centina che riporta la scritta "IHS". La sezione centrale dell'ordine superiore, avanzata rispetto al resto della facciata, culmina con trabeazione e il timpano. I fregi delle trabeazioni sono tinteggiati, ma non decorati.  
Segno distintivo di questa parrocchia è il campanile
mancante perché la costruzione della torre campanaria fu interrotta al livello di gronda ed è tuttora visibile sopra la sagrestia in Via Jacopo Suigo, la stradina che ospita la casa natale del beato della Chiesa. Il tetto è a spioventi con il manto di copertura in coppi su orditura lignea, mentre la facciata, intonacata e tinteggiata, è protetta dalla sovrapposizione di due ordini architettonici separati da una trabeazione. Il portale d'ingresso è incorniciato da una modanatura e termina con un timpano. Nella parte inferiore lo spazio è scandito in cinque parti da colonne e lesene lisce di ordine dorico, secondo lo schema "abcba". Nella parte superiore il corpo centrale, avanzato rispetto alle porzioni i laterali, è tripartito dalle lesene ioniche secondo lo schema "aba". Il timpano corona il corpo centrale della parte superiore della facciata e all'interno è riportata la scritta "DOM ET SANCTO GERMANO PATRONO". L'impianto planimetrico è  caratterizzato da una grande navata principale terminante con un'abside semicircolare coperta da semicupola. La chiesa misura internamente 45 metri di lunghezza e 12,5 metri di larghezza.
La struttura architettonica in muratura è portante fatta di mattoni pieni.

### Interno

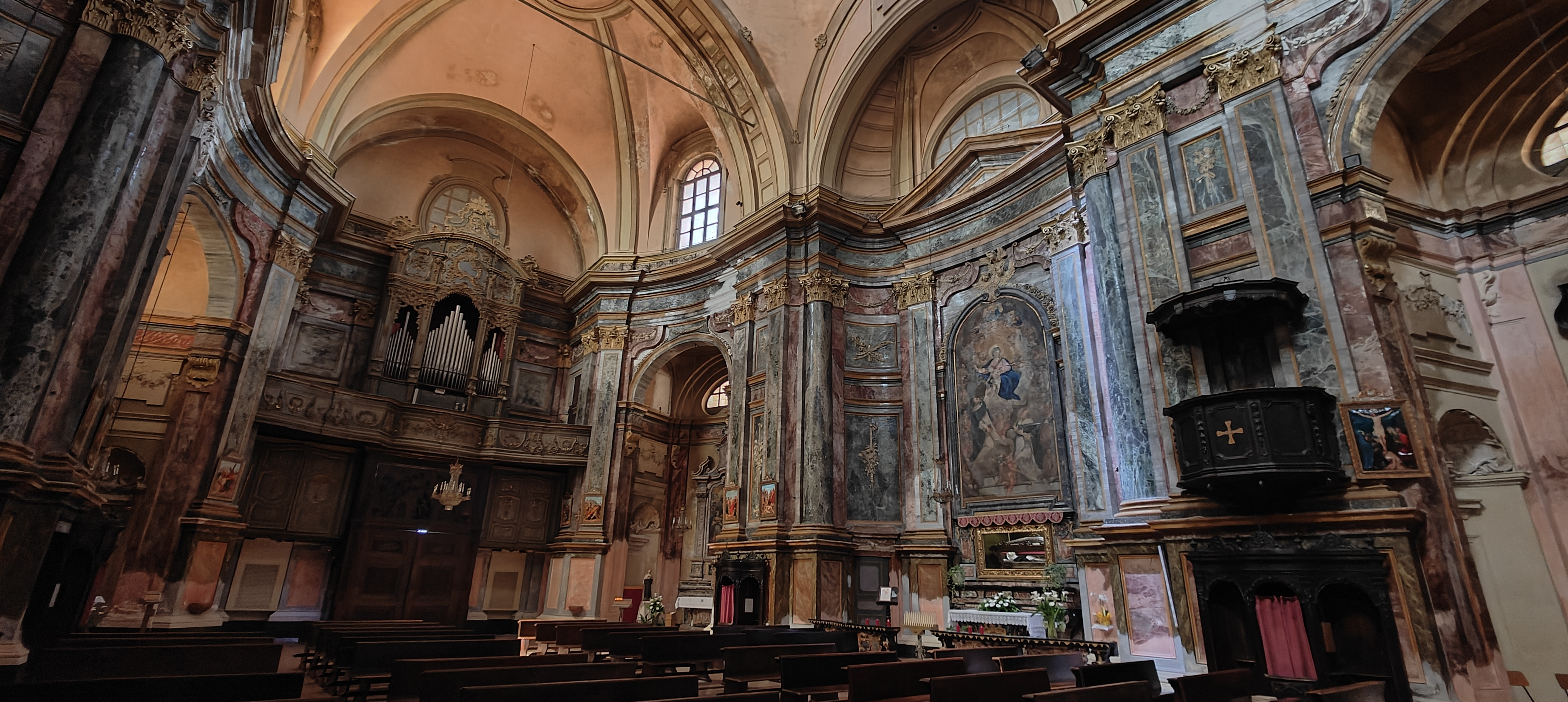
Particolare del pulpito ligneo e dell'organo a muro della chiesa parrocchiale

L'interno si compone di un'unica navata sovrastata dalla cupola; al termine dell'aula si sviluppa il presbiterio, a sua volta concluso dall'abside semicircolare, sopra la quale vi è una mini cupola.

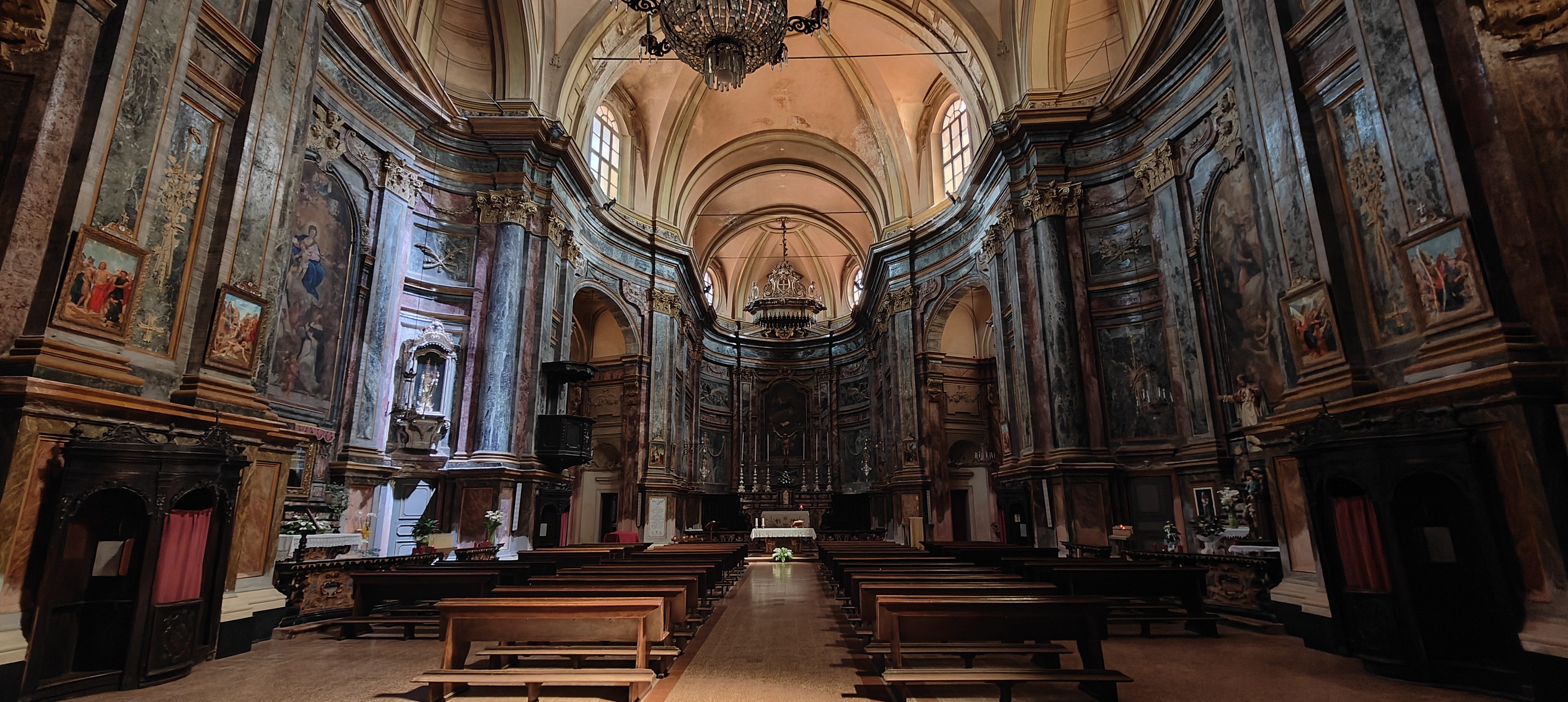
L'interno caratterizzato dalla navata unica

Le colonne e le lesene dell'ordine inferiore sono doriche a fusto liscio, mentre le lesene superiori sono ioniche a fusto liscio. Sopra la trabeazione dell'ordine inferiore spicca una centina che riporta la scritta "IHS". La sezione centrale dell'ordine superiore, avanzata rispetto al resto della facciata, culmina con trabeazione e timpano. I fregi delle trabeazioni sono tinteggiati e non decorati. Sul lato sinistro sono stati edificati tre altari laterali e idem sul lato destro. Esiste una piccola cappella a lato dell'ingresso principale. 
Al centro della navata la cupola ovale viene illuminata dalla luce naturale. I pavimenti sono realizzati in piastrelle di marmo sui toni del rosso e del rosa, decorati. La struttura nel complesso è in muratura portante fatta di mattoni pieni. In controfacciata si trova la cantoria lignea riccamente decorata, che sorregge l'imponente organo di valore storico realizzato da Andrea Luigi Serassi e da Giuseppe Serassi nel 1775.
In particolare l'abside è coperto da una semi-cupola con nervature, tra le quali vi sono oculi circolari che illuminano la chiesa con luce naturale. Sul presbiterio sorgono due strette volte a botte separate da arconi. La navata è coperta da una semi-cupola con costoloni e unghie, all'interno delle quali sono poste delle grandi aperture, da una cupola ovale al centro, arricchita da decorazioni fitomorfe in stucco sulle nervature, da grandi finestre nelle unghie e da un oculo sulla sommità, e da una porzione di semi-cupola terminante sulla controfacciata. La cantoria lignea e l'organo sono coperti da una stretta volta a botte, le pavimentazioni sono realizzate in piastrelle di marmo rosa. Al centro della navata il camminamento è evidenziato da due file parallele di piastrelle diverse, sui toni del rosso e dell'oro, che fungono da decoro.
Gli interni sono in buono stato di conservazione, decorati con stucchi risalenti al 1796. 

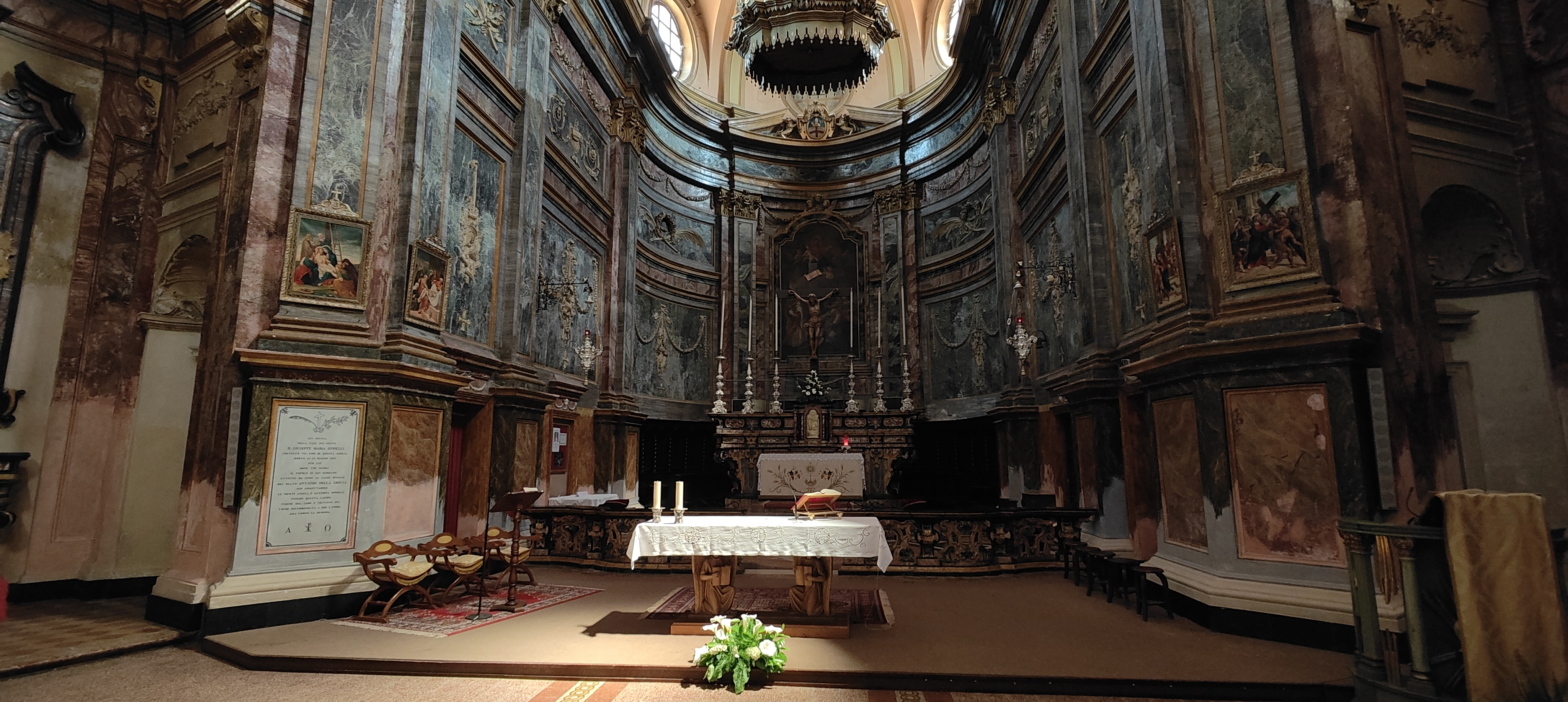
Particolare dell'altare maggiore

Degni di nota sono l'altare maggiore e i sei grandi altari, realizzati in marmi preziosi e stucchi, in accordo con le decorazioni della grande navata. Inoltre, subito a destra rispetto all'ingresso, vi è la piccola Cappella dedicata alla Madonna delle Grazie. Il presbiterio, l'altare del Suffragio e quello del Beato Amedeo sono dotati di balaustre in marmo.